# Antonov An-178
L’Antonov An-178 (en ukrainien Антонов Ан-178) est un avion de transport militaire conçu par l’entreprise ukrainienne Antonov à partir de l’An-158, lui-même version agrandie de l’Antonov An-148. Rendu public le 5 février 2010, il effectue ses premiers essais de roulage le 16 avril 2015 et son premier vol le 7 mai 2015,.
L’An-178 est présenté par son concepteur comme un remplaçant à ses modèles obsolètes datant de la guerre froide : Antonov An-12, An-26 et An-32. L’aéronef est équipé d’une avionique similaire à celle utilisée sur l’An-148 ; la propulsion est assurée par deux turboréacteurs D-436-148FM construits par le motoriste Progress.
L’An-178 est un compétiteur potentiel des avions ouest-européens C-27J Spartan et C-295, de l’Américain C-130J, du KC-390 d’Embraer ou encore de l’Iliouchine Il-276 russe. L’avionneur prévoyait en 2015 de construire plus de 200 exemplaires de l’avion en 2020 mais la construction du premier exemplaire de série commence début juin 2021.

## Étude et développement
L’An-178 est un aéronef à voilure fixe, conçu pour le transport du fret, à ailes hautes et flèche modérée, des ailettes en bout d’aile et un empennage en T. La structure de l’avion est en alliages d’aluminium et matériaux composites. Le fuselage est semi-monocoque et de section circulaire. Le train d'atterrissage rétractable repose sur quatre roues sous le corps de l’avion et une double roue de nez. L’avion dispose de commandes de vol électriques redondées, en deux parties, FCS-A et FCS-B, contrôlant chacun deux canaux de commandes distincts. Les commandes de vol comprennent des ailerons près des saumons, quatre spoilers de contrôle, six aérofreins et des gouvernes, contrôlables via un câblage physique de secours en cas d’urgence. La propulsion est confiée à deux turboréacteurs issus des usines Ivtchenko-Progress, des D-436-148FM montés en nacelles sous les ailes ; outre les moteurs, l’avion dispose d’un groupe auxiliaire de puissance. L’An-178 peut transborder 18 tonnes sur 1 000 kilomètres, ou 10 tonnes sur 4 000 kilomètres.

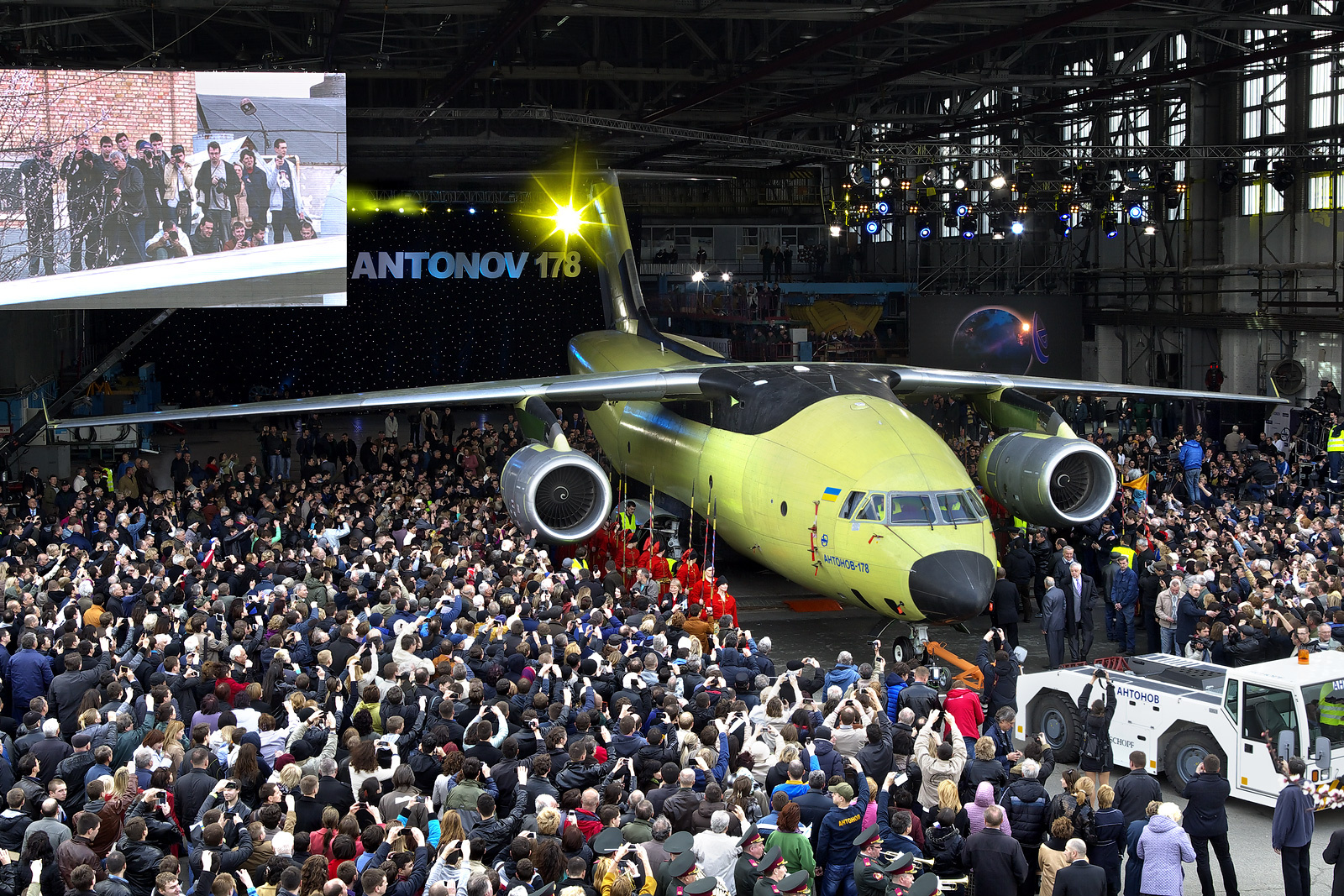
Antonov An-178, au sortir du hangar d’assemblage
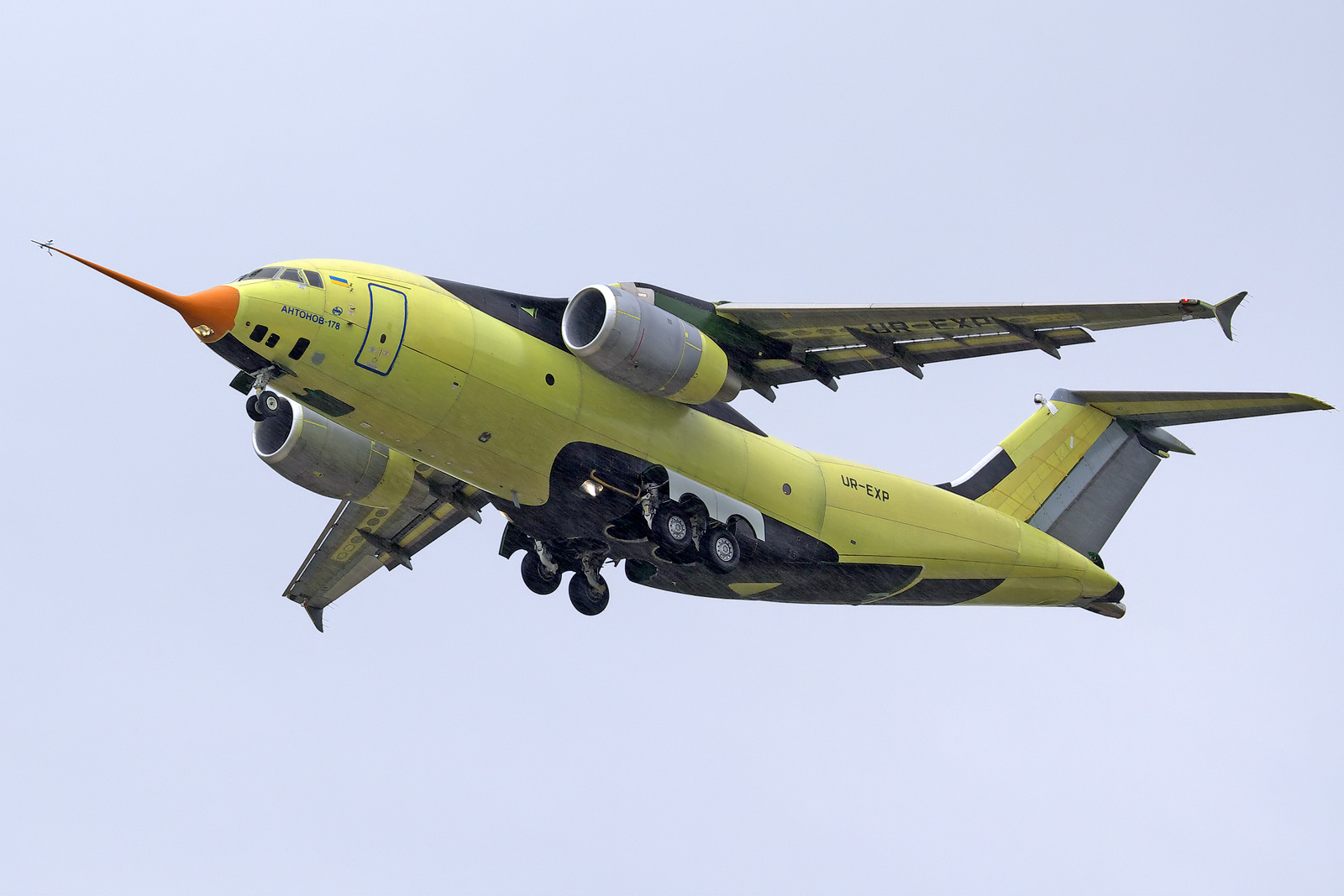
Prototype de l’Antonov An-178 en vol

L’aéronef dérive du jet régional de 99 places An-158 et en hérite de ce fait la même section avant de fuselage, d’un poste de pilotage, de panneaux d'aile, d'un empennage identiques, et partage encore avec lui la plupart des systèmes embarqués. L’essentiel du fuselage, cependant, a été repensé spécialement pour l’An-178, avec un diamètre agrandi qui passe de 3,35 mètres à 3,9 mètres, ce qui a permis l’installation d’une soute agrandie — la section transversale de la cabine de chargement passe à 2,75 m sur 2,75 m. Autre différence par rapport à l’An-158, l’An-178 dispose d’une paire supplémentaire de roues principales tandem de chaque côté. L’avion est présenté en Occident pour la première fois au salon du Bourget en 2015,,.
Par rapport au prototype initial, il semble que les futurs avions standard de production auront une envergure élargie, tout en conservant les panneaux d'ailes issus de l'An-158 ; sa masse maximale au décollage passerait alors à environ 56 tonnes. Une capacité d’emport augmentée nécessiterait également que la poussée des réacteurs soit portée au-delà de 93 kN — contre moins de 70 pour les actuels D-436-148FM du prototype. Le moteur prévu pourrait être le turboréacteur Ivtchenko-Progress AI-28 en cours de développement, les moteurs D-436-148FM retenus pour le prototype n’étant alors qu’un palliatif temporaire. Le D-436-148FM est un dérivé du D-436-148 conçus à l’origine pour l’Antonov An-148, avec une soufflante améliorée pour accroître la poussée au décollage à 76,5 kN et à la puissance nominale d'urgence à 84 kN.

## Variantes
L'avion peut être modifié pour répondre à des besoins civils ou militaires et existe en plusieurs versions,, :
- transport militaire
- transport cargo civil
- recherche et sauvetage
- médical
- situations d'urgence

## Opérateurs
En juin 2021, l'Antonov An-178 n'est pas en service actif et trois sont commandés par le gouvernement ukrainien.
- Arabie saoudite : Le 18 décembre 2015, Antonov et l’entreprise saoudienne Тaqnia Aeronautics concluent un accord pour la livraison de 30 An-178 au bénéfice de la Force aérienne royale saoudienne. Le président de Taqnia, Ali Mohammed Al−Ghamdi, souligne que l’An-178 a été retenu en raison de son prix d’achat et de ses coûts d’exploitation réduits, d’importants avantages comparés à d’autres avions comparables[15]. En 2020, ce contrat est considéré comme annulé [16]
- Pérou : Le ministère de l'Intérieur de la République du Pérou commande un appareil en novembre 2019. Les travaux préparatoires pour l'assemblage du gabarit du fuselage de l'avion sont terminés en avril 2020[17]
- Ukraine : Le 31 octobre 2020, le vice-Premier ministre - Ministre des industries stratégiques de l'Ukraine, Oleh Urusky, déclare que les négociations sont en cours pour acheter un An-178 destiné à la force aérienne ukrainienne[18]. Un contrat pour trois appareils est finalement signé le 29 décembre 2020[19].

### Développement lié
- Antonov An-148

### Aéronefs comparables
- Embraer KC-390
- Iliouchine Il-276